# De Havilland Canada DHC-1
Die de Havilland Canada DHC-1 Chipmunk („Streifenhörnchen“) war ein zweisitziges Schulflugzeug von 1946, welches zum Standard-Schulflugzeug des britischen Militärs in der Zeit nach dem Zweiten Weltkrieg wurde und auch in späteren Varianten breite Verwendung im zivilen Einsatz, z. B. als Landwirtschaftsflugzeug fand.

## Geschichte
Die DHC-1 Chipmunk wurde als Nachfolger des legendären De Havilland DH.82 Tiger Moth-Doppeldeckers entworfen. Sie flog erstmals am 22. Mai 1946 in Toronto-Downsview. Es war das erste komplette Design von de Havilland Aircraft of Canada Ltd. Der Hauptentwickler war der Pole Wsiewolod Jakimiuk. Der Prototyp war mit einem de Havilland Gipsy Major 1C mit 108 kW (145 PS) bestückt.
Zwei Flugzeuge wurde vom Aeroplane and Armament Experimental Establishment in Boscombe Down getestet. Mit ihren gutmütigen Kunstflugeigenschaften wurde die Chipmunk sofort zum Standardtrainer der Royal Air Force (RAF). Prinz Philip bekam 1952 seine ersten Flugstunden auf einer Chipmunk. Die Royal Canadian Air Force (RCAF) übernahm auch die Chipmunk als Standardtrainer.
Eine besondere Variante ist die von Art Scholl gebaute Super Chipmunk. Mit einem Einziehfahrwerk und einem stärkeren Triebwerk ausgestattet sowie verkürzten Tragflächen war die Super Chipmunk für spektakulären Show-Kunstflug ausgerichtet.
In Toronto baute man 218 Chipmunks bis 1956, 1.014 Einheiten wurden in Großbritannien gebaut. 60 Chipmunks wurden von 1955 bis 1960 in Portugal unter Lizenz von OGMA für die portugiesische Luftwaffe gebaut. In Kanada gebaute Chipmunks wurden T.Mk 30 bezeichnet und umfassten die DHC-1B-1 mit dem Gipsy Major 1C und die DHC-1-B2 mit dem Gipsy Major 10-3. Die Produktion wurde eingestellt, nachdem 158 Maschinen geliefert wurden. Weitere 60 Maschinen wurden später für die R.C.A.F. produziert. Britisch-gebaute Versionen der Chipmunk sind die T.Mk 10 und T.Mk 20 und die zivile T.Mk 21, wovon im U.K. insgesamt 1.014 Stück gebaut wurden.

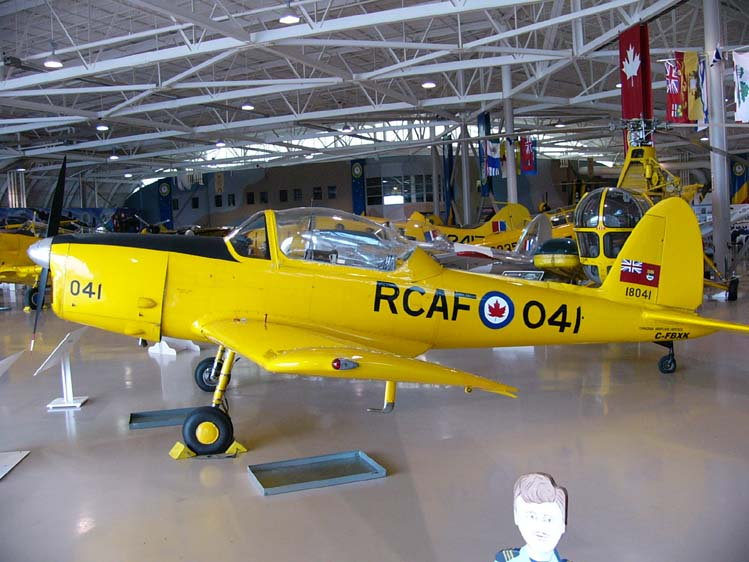
Eine der späteren Chipmunks mit Tropfenhaube

Der Chipmunk Mk.23, welcher erstmals am 6. Juni 1958 flog, ist eine stark modifizierte einsitzige Version des Chipmunks Mk.10 Schulflugzeugs. In der neuen Version wurde die vordere Pilotenkanzel durch einen Behälter oder Tank ersetzt, welcher 254 kg festes oder 363,7 l flüssiges Material fasst. Der Behälterraum konnte auch als Frachtraum mit ebenem Boden oder für einen Passagiersitz verwendet werden. Auch wurde der hintere Sitz erhöht, um bessere Sicht zu erreichen. An den Tragflächen wurde an der hinteren Kante über die Spannweite eine Einrichtung zum Versprühen dieser Materialien während des Fluges angebracht. Die Anordnung der Klappen wurde so verändert, dass der Strömungsabriss bei geringeren Fluggeschwindigkeiten eintrat. Damit wurde die Abkippgeschwindigkeit mit voller Ladung zum Sprühen auf 70,8 km/h verringert.
Die britischen und frühen kanadischen Chipmunks unterschieden sich stark von den späteren RCAF und libanesischen Modellen. Die neuen Modelle hatten eine blasenartige Kanzelverglasung. Seit den 1950er Jahren war die Chipmunk auch ein erfolgreiches ziviles Flugzeug. Sie wurde für Kunstflugschulungen sowie als Sprühflugzeug in der Landwirtschaft verwendet.
Die RAF erhielt 735 Chipmunks aus britischer Produktion. Die Maschinen dienten zu Beginn in den University Air Squadrons. Einige Maschinen dienten im Zypernkonflikt 1958 und für Flüge in Berlin. Bis 1996 blieben sie im Dienst und wurden dann ab 1975 durch Scottish Aviation Bulldog ersetzt, die wiederum durch Grob Tutor in den Jahren 1999 bis 2000 ersetzt wurden. Die letzten Chipmunks dienten im Battle of Britain Memorial Flight für historische Flugzeuge der RAF.
Weitere Länder wie Burma, Ceylon, Chile, Kolumbien, Dänemark, Ägypten, Irland, Irak, Israel, Jordanien, Libanon, Malaysia, Saudi-Arabien, Syrien, Thailand und Uruguay verwendeten die Maschine ebenfalls.

## Militärische Nutzer

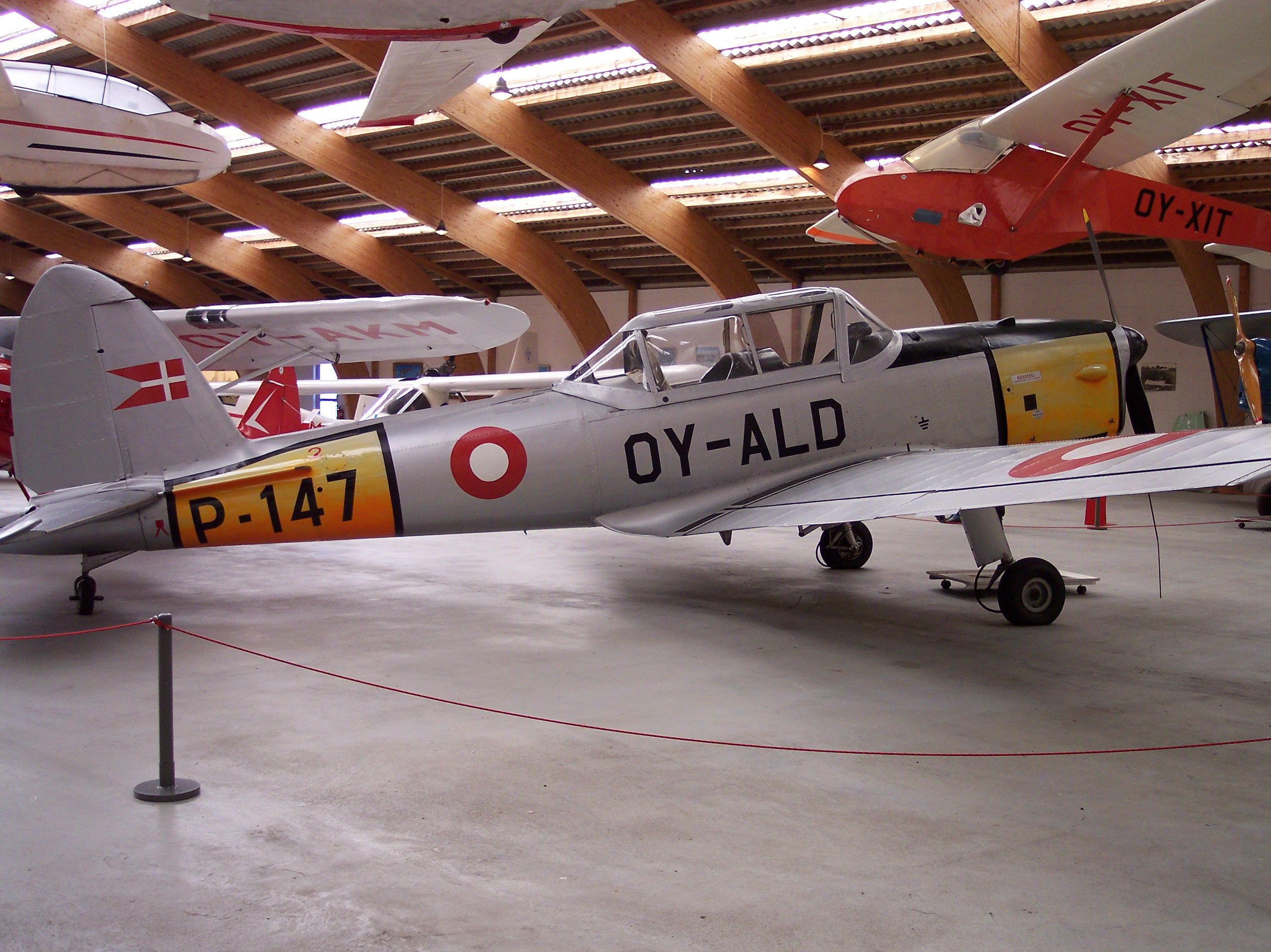
Eine dänische Chipmunk

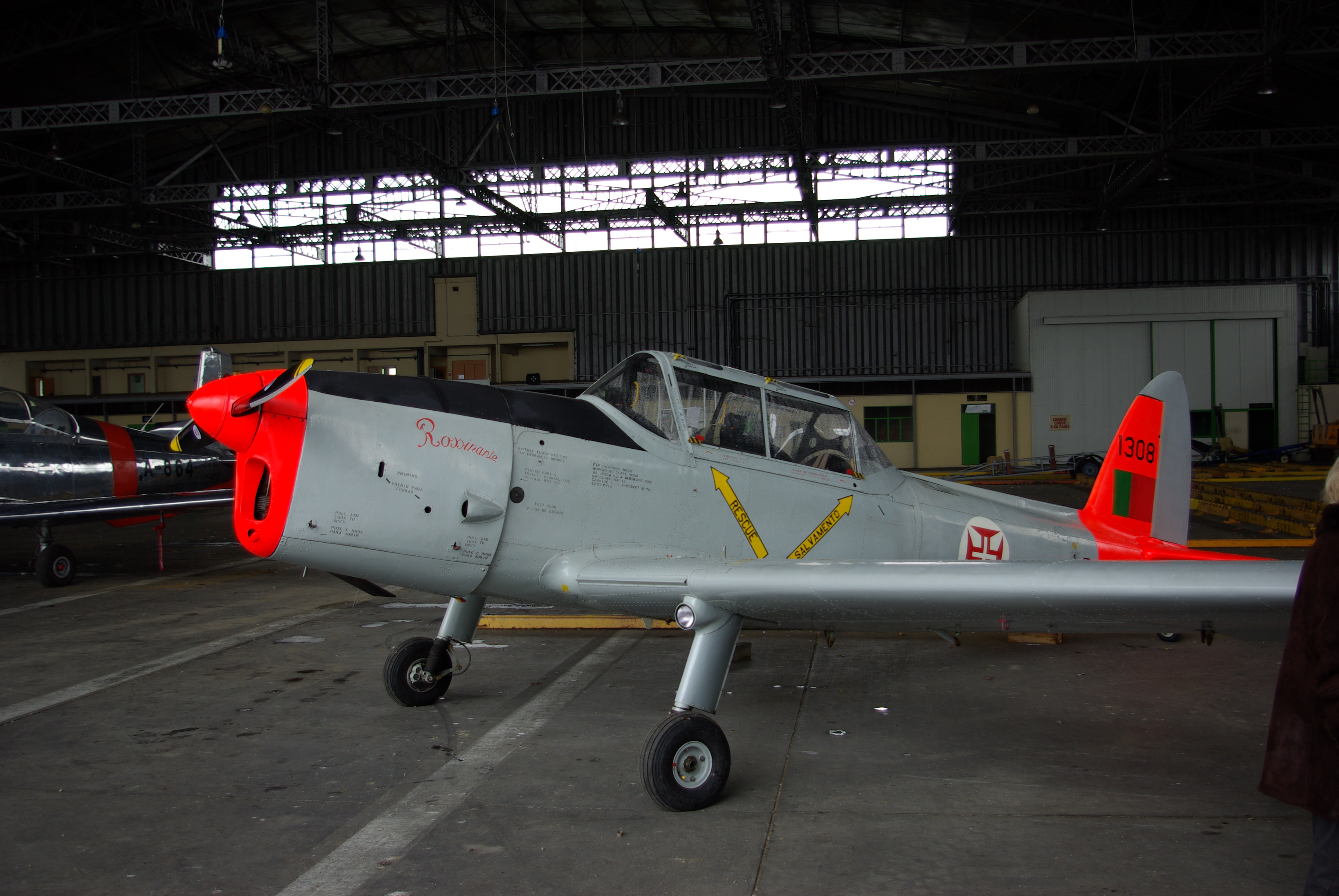
Eine portugiesische Chipmunk

Ägypten
 Belgien2 Stück ab 1948 zur Evaluierung
 Dänemark
 Ghana
 Irland
 Irak
 Israel1 Exemplar
 Jordanien
 Kanada
 Kenia
 Libanon
 Malaysia
 Myanmar
 Norwegen
 Portugal
 Rhodesien
 Sambia
 Saudi-Arabien
 Sri Lanka
 Syrien
 Thailand
 Uruguay
 Vereinigtes Königreich
- Army Air Corps
- Royal Air Force
- Royal Navy

## Technische Daten

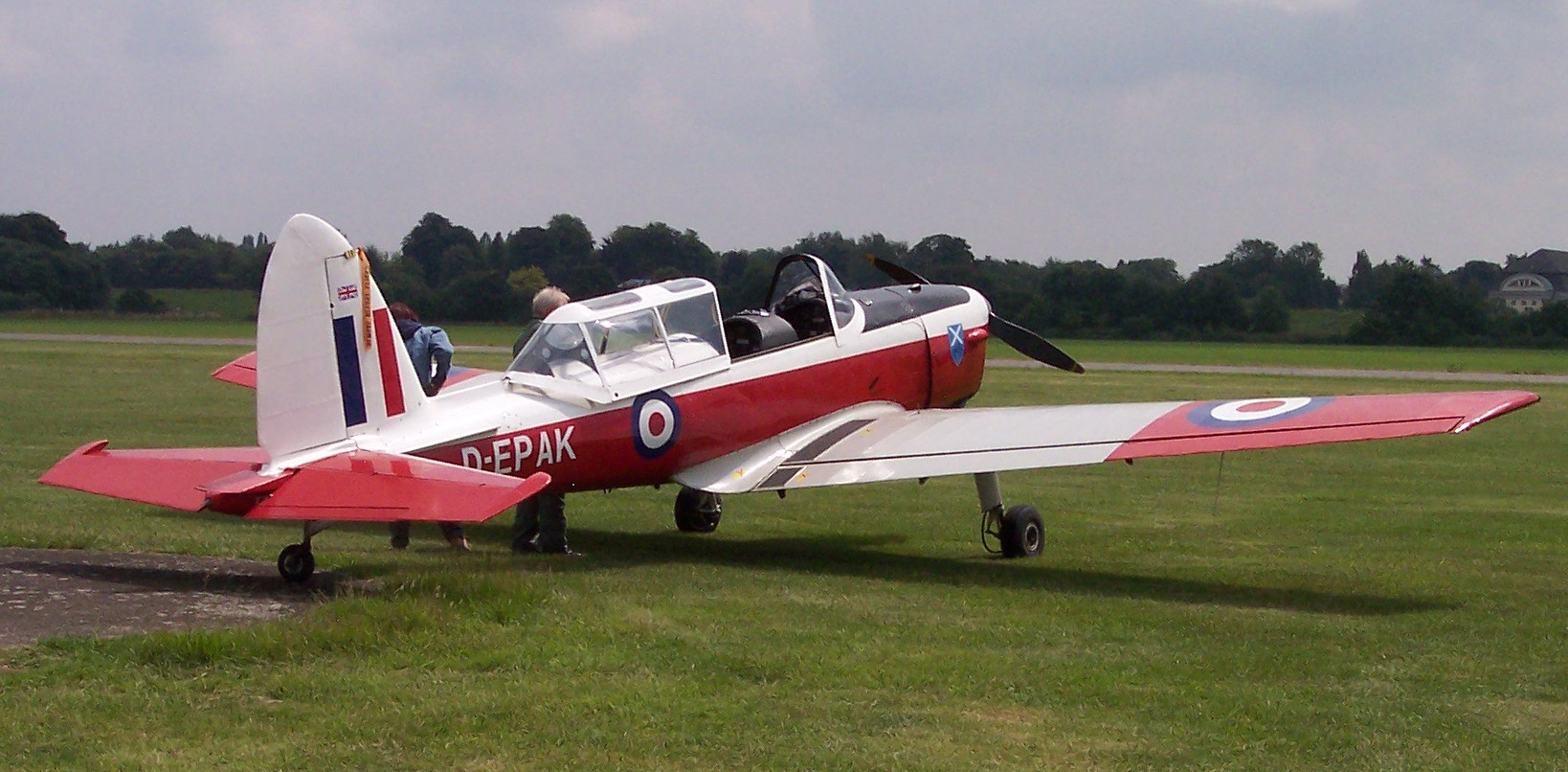
de Havilland DHC-1 Chipmunk

| Kenngröße             | Daten                                           |
| --------------------- | ----------------------------------------------- |
| Besatzung             | Fluglehrer und Flugschüler                      |
| Länge                 | 7,75 m                                          |
| Spannweite            | 10,47 m                                         |
| Höhe                  | 2,1 m                                           |
| Flügelfläche          | 16,0 m²                                         |
| Flügelstreckung       | 6,9                                             |
| Leermasse             | 646 kg                                          |
| Startmasse            | 953 kg                                          |
| Antrieb               | ein de Havilland Gipsy Major 8; 145 PS (108 kW) |
| Höchstgeschwindigkeit | 222 km/h                                        |
| Reichweite            | 445 km                                          |
| Dienstgipfelhöhe      | 5200 m                                          |